# 官僚
官僚（かんりょう、英: bureaucrat）とは、国家の政策決定に大きな影響力を持つ国家公務員。「官僚」の語は、語義的には「役人」と同義語であるが、一定以上の高位の者ないしは高位になり得る者に限定して用いられることが多い。
現代の日本における「官僚」は、広義では『国家公務員試験に合格して日本の行政機関に就職した国家公務員全般』を指し、狭義ではその中でも特に『日本の行政機関の課室長級以上の管理職員』を指す。
英語の「bureaucrat ビュラクラト」は、フランス語の「bureaucratie ビューロクラシィ」（官僚制）に起源を持つ。「官僚制度（官僚制）」は、ピラミッド型に整理された、権限の分担とその指揮系統に関する官僚の階層構造を意味する。これは統治構造の一種であり組織は問わないが、歴史的に政治統治組織が起源であるため「官僚制」と呼ばれることとなった。ヘーゲルによる定義では、「官僚」とは国家への奉仕かつ私有財産の配慮を行う者の総称となっている。
漢語の「官僚」「官吏」の語源であるが、「官」は上級公務員を意味し、「僚」「吏」は下級公務員や、官に雇われている者を意味し、これらの総称で「官僚」「官吏」となった。
歴史学、人類学的には、国家の公共事業（治水、灌漑）の拡大とともに、「官僚機構（官僚制）」が生まれたとされている。最初に「官僚機構」が発展したのは古代エジプトで、官僚たちはファラオの奴隷だった。
なお官僚には、文官（いわゆる行政官）と武官の2つがある（※なお、現行の日本国憲法下では「武官」は現役の自衛官に相当すると解されているが、明記されてはいない）。また行政官には事務官と技官の2種類が存在する。武官は、各国軍部の大学校卒業者を幹部候補生とする国が多い。

## 官僚制
官僚制には次のような特質がある。
1. 規制による規律
2. 明確な権限
3. 明確な階統構造
4. 公・私の分離
5. 文書主義
6. 資格任用制（メリット・システム）
7. 専業制

他に、ネガティブな特質としてはしばしば「官僚主義」が挙げられる。
国家公務員は世界的に、上級ポストとその候補者（キャリアと呼ばれる）、および下級職員（下級官僚）を分けて採用する国が多い。広義の官僚とは国家公務員全般を指すが、狭義の官僚とは上級ポストの公務員であるため、ここでは各国の高級官僚（世界的に見て慣例的に局長クラス以上を指すが、場合によっては本省・本府審議官または課長級以上を指す場合もある）とその候補生の登用・昇進システムを説明する。
この登用・昇進システムは各国によって相違がある。歴史上科挙を祖とするもので高位職の登用も内部昇格が原則のメリット・システム、政治家である任命権者の裁量により高位職が登用される政治任用制、政治任用制の一種であるがアメリカを典型とする高位職の外部登用を主とする猟官制（党人任用制、スポイルズ・システム）、高級官僚が貴族や一部の門閥で占められているタイプに分けられる。
総労働者数に占める官僚、公務員の数の割合は、ノルウェーやスウェーデンでは約40%、デンマークやフィンランドでは約30%と北欧諸国での高さが際立ち、またカナダやドイツ、イギリス、オーストラリアなどの国々も労働人口のおよそ20%が公務員である。それに対して日本は10%を下回り、これはOECD加盟国における調査対象の15カ国のうち最低の数字である。その一方で日本の官僚、公務員の一人当たり賃金・人件費は、OECD加盟国調査対象の15ヶ国中で最高額となっている。

## 日本
律令制だった前近代の日本の官制において、役人である官人は官位相当制により序列化されていた。
江戸時代には右筆が事務官僚の役割を担っていた。
王政復古により明治政府が成立した1868年1月3日以降は、以前からの官位相当制と先進国である西洋列強のシステムを取り入れた独自の制度（近代日本の官制）に移行して、現代の制度へと繋がっている。
「高級官僚」は、日本の行政機関に所属する国家公務員の中でも、特に日本の行政機関の指定職以上の地位にある者を指す。日常会話において「官僚」ないし「高級官僚」と言う場合、霞ヶ関の中央官庁で政策に携わる国家公務員、中でも国家公務員Ⅰ種試験や総合職試験等に合格して任官したキャリア公務員を漠然と指すことが多い。
大臣や副大臣、大臣政務官は上級の公務員であるという点は同じではあるが、選挙で選出された政治家（国会議員）であるため官僚とは区別されていることが一般的である。
地方公務員は通常、官僚とは呼ばれないが、大規模自治体の幹部職員に対して「都庁官僚」のように比喩的に使われることがある。

### 官僚の任務
日本における官僚の任務は、主に下記として分類される（政府機関によって異なる）。

#### 予算
近年の日本においては、予算は、まず内閣府の経済財政諮問会議において基本方針が立てられ、各省庁の予算の細部については、各官庁が概算要求を行い、財務省の主計局が査定を行うとともに財務省原案を編成し、内閣として政府予算案を閣議決定し、国会の議決を経なければならない。
各官庁では、大臣官房の会計課長（予算課長、主計課長）が概算要求を集計、管理する。また、各局長が主計局と折衝し、国会議員への根回しを行う。経済財政諮問会議や財務省主計局は、予算を通じて国政全般を仕切るところであるとも言える。

#### 法案
法律の制定は国会（国会議員）の仕事であるが、実質的に議員立法は全体の１割であり、官僚主導で内閣が議案を提出し国会で制定されることが多い。
これは、各官庁の大臣官房の文書課長、各局総務課長や審議官を中心として案をまとめ、国会議員への根回しを行う。その拠点となる法案準備室を霞が関では「タコ部屋」と呼ぶ。

#### 人事
採用されたキャリア公務員の人事は、各省庁の大臣官房の秘書課長や官房長、事務次官が決定するとされている。なお、審議官以上の幹部職員の人事権は内閣人事局に裁量がある。

#### 指揮・監督・許認可
指揮、監督、指導、許認可の権限と実施は影響力や予算規模の大小に応じて担当部署が類別されており、小規模の案件は地方局や地方公共団体（都道府県）で行うが、大きな案件は中央官庁が管轄し、各局の担当官にて執行される。

#### 政策
官僚は政策の企画と施策を行うことが多い。この実現方法としては、法令の制定、予算確保による補助金や施設の発注、行政指導や許認可による民間企業へのコントロールという形を取る。内容的に上記の「予算」「法案」「監督・指導・許認可」に含まれるとも言える。この政策をまとめる局は、各省庁の筆頭局となることが多く、他局間の調整を行う。

#### 任用制度
日本では資格任用制によるキャリア制度となっている。ノンキャリアであっても中央省庁審議官級の官僚になることはあるので、キャリア制度のみが官僚人事を構成しているわけではない。
- 律令制
- 科挙
- 進士 (日本)

### 日本の官僚の問題

#### 法案作成に関する問題
立法は国会の専権事項であるが、国会議員が自ら法案を起案することはほとんどない。法案のほとんどを占める内閣提出法案を官僚が作成するのはもちろん、議員立法も多くは官僚のサポートに依拠しており、成立法案でみると、閣法（内閣提出法案）が全体の85%程度を占める。
日本の政治家は選挙対策や、陳情、根回しなど、他の業務も数多く抱えている為、政策立案に時間を割くのは現実的に困難である。官僚は法律を起案すると所属省庁の大臣を通して国会に法案として提出する。大臣のほとんどは国会で多数を占める与党議員であるため、法案は形式上野党との審議が行われるものの、最終的には与党の賛成多数で国会を通過することがほとんどである。つまり日本の法律は現状として官僚の意のままに作られていると考えてよい。このようにして三権のうち行政権が極めて強くなる傾向を行政国家現象という。
これらの事務作業により官僚の労働時間が長くなっている。
なお、以上のような見方には有力な反論がある。特に自民党政権では、党の政務調査会の下にある各部会において、族議員が法案の修正を行うなどして内閣提出法案に影響力を及ぼしてきたとされる。部会での修正を経た法案は閣議にかけられた後、国会に提出される。与党議員にとっては修正の必要のない法案であり、野党もそれを認識しているので、牛歩戦術に代表される日程の遅延による廃案を狙った戦術が取られる。結果として国会の審議は空洞化し、井戸端会議と化しているのが実情である。

#### 人事システムの問題
日本の官僚には政権政党によって官僚の人事が左右される猟官的要素が非常に少ないため、官僚組織は固定化される傾向が強く学閥の弊害が指摘されている。特に、採用時や昇進時に東京大学など特定大学出身者が優遇されているという指摘がなされる。採用時点では、国家公務員採用総合職試験の合格率及び合格者は旧帝大や国公立大の出身者が多いことは事実であり、採用者も多くなっている。
採用後は昇進については年功序列が徹底しており、40歳まで差がつかないがその後の出世レースから脱落すると定年前にいわゆる「肩たたき」が行われるが、2～3年周期で本人の意思とは無関係な異動により専門性が身につかないため、事務次官を目指す以外のキャリアは形成しにくいという指摘がある。

#### 不透明な民間企業への関与の問題
民間企業に行政指導といった形で（実質上の）命令を行ったり、天下りといった形で人事に介入することが、民間企業を不当に支配するものだとして問題になることが多い。行政手続法などにより行政プロセスの透明化は進んでいるが、官僚に大きな裁量権が委ねられている部分は多く、特定の民間企業から政治献金を受け取った政治家が、官僚の裁量権に影響を与えようと圧力をかけるなど腐敗の温床になりやすい。

#### 倫理観（日本、人事院調査）
2004年9月15日、人事院は「国家公務員に関するモニター調査」の結果を発表した。官僚について「倫理観が高い」と答えた人は1.85%、「全体として倫理観が高いが、一部に低い人もいる」と答えた人は43.1%、「全体として倫理観が低いが、一部に高い人もいる」と答えた人は21.8%、「倫理観が低い」と答えた人は10.5%、「どちらとも言えない」と答えた人は22.2%、「分からない」と答えた人は0.6%という結果となった。調査は2004年の5月から6月に公募したモニター500人を対象に実施され、487人から回答を得た。
ジャーナリストの田原総一朗は、自身のレギュラー番組サンデープロジェクトの中で、「世の中の悪しきことのほとんどは官僚が原因」という旨を発言しているが、官僚が制度上は国民に選ばれた政治家に指揮される存在であることを揶揄した発言ともいえる。
- 公務員倫理に関するアンケート

#### 辻清明による日本の官僚研究
日本の政治学者・行政学者である辻清明は、明治時代以来の日本における官僚機構の特質を研究し、その構造的特質の1つとして「強圧抑制の循環」という見解を表明した。
辻は『新版・日本官僚制の研究』 (1969) にて、戦前において確立された日本の官僚は特権的なエリートによる構造的な支配、すなわち支配・服従の関係が組織の中核を成しており、さらに組織外の一般国民にまでその構造が拡大されている状況を指摘した。つまり、組織内部において部下が上司の命令に服従するのと同様に、日本社会では軍人・官僚への国民（臣民）の服従を強要する「官尊民卑」の権威主義的傾向を有していたとする説である。
さらに辻は、この社会的特質は戦後の民主化改革の中でも根強く生き残り、政治的な民主化への阻害要因になっているともしている。この「強圧抑制の循環」という見解は、日本の官僚が政治家よりも大きな政策決定への影響力を有するという前提に立つものであり、政治学および行政学における官僚優位論の代表的研究と見做された。
- 辻清明『日本官僚制の研究』新版、東京大学出版会、1969年
- 村松岐夫『戦後日本の官僚制』東洋経済新報社、1981年

#### 労働環境
温暖化対策として省庁がクール・ビズを推進してからは冷房が28度に設定されたため、OA機器の排熱や日差しにより室温30度近い部署が続出し、労働環境が摂氏36度超えの部署まで発生したため、官僚から「労働安全衛生法違反だ」と批判が挙がった。対策として設定温度ではなく室温を28度以下に変更したが、中央省庁の庁舎は全館空調であるため細かな設定ができず、夏場は30度超えが常態化し、人が少なくOA機器が無い廊下の方が涼しい状態と言われている。また夜間は冷房が停止されるため、熱帯夜などで気温が下がらない日の残業中はさらに環境が悪化する。

#### 労働時間
中央官庁で勤務する官僚は、国会対応に追われ、連日の庁舎泊まり込みや月150時間ほどの時間外労働が常態化しており、残業を終えると深夜になることも珍しくないため、霞が関には午前1時でもタクシーが行列を作っている。特に労働政策を所管する厚生労働省は、残業時間の長さから『強制労働省』と揶揄されていることが問題視されている。またクール・ビズ以降は夜間に冷房が停止されると残業すら難しく、家に持ち帰る事例も見られる。
このため長時間労働の抑制対策に乗り出しているが、2020年12月25日に河野太郎規制改革相による記者会見より、「霞が関がブラック化している」と危惧して2020年の10月と11月に調査した在庁時間調査 より、霞が関で働く国家公務員の全体の5～6%が人事院が定める超過時間の上限の月100時間を超えていた。更には、過労死ラインにあたる月80時間超えは11～12％、45時間超えは35～36%も在庁つまり時間外残業を行っていた実態が明らかとなった。その要因として、内閣人事局によると、前述にもあるように国会議員の質問への対応や政策の企画立案、予算編成作業が挙げられた。
特に20代のキャリア（I 種・総合職）職員は特に深刻であり、100時間を超えた者は17～18%、80時間超えは20代キャリア職員全体の約3分の1、45時間を超えた者を含めると約3分の2を占めた。平均在庁時間も全体で約2時間であるのに対して、20代キャリア職員は約3時間と1時間長く、若手キャリア職員に仕事の荷重が多く圧し掛かっている。
そのため、在職10年未満のキャリア職員の退職が年々増加しており、2013年度の76人から2019年度の109人と約1.4倍に増加していた。特に、2018年度以降は在職10年未満のキャリア職員の退職者が100人を超えている。
また、退職の意向を持っている30歳未満の国家公務員の内、長時間労働を理由としたものが男性が約34%、女性で約47%であり、規制改革大臣河野太郎は2020年11月18日に自身のブログにて、このことについて問題提起した。そしてブログ内には、国家公務員の総合職を目指す者が減少していることにも触れており、申込者のピークである1996年の45,254人から2022年には18,295人と前年（17,411人）より増加しているもののピークの約40%に減ってきており、長時間労働が公務員採用に負の影響を及ぼしている。
また、2020年秋ごろに行われた在庁時間調査による結果は、以下の通りであり、30代以下と40代以上と I 種・総合職とそれ以外の職種で明確な差があった。また、この調査より、令和2年度臨時国会での全ての国会議員の質問等の終了時間に当たる最終通告時間が正規の業務終了時間を過ぎたケースが約3分の2に上ること、その内の約55%が20時過ぎとなっていることが判明している。
| 正規の勤務時間外 在庁時間内訳 | 月別 | 職員数（人） | 職員数（人）          | 職員数（人）  | 職員数（人）  | 職員数（人）    | 職員数（人） | 職員数（人） | 職員数（人） | 職員数（人） | 職員数（人） |
| 正規の勤務時間外 在庁時間内訳 | 月別 | 全体         | 20代かつ I 種・総合職 | I 種・ 総合職 | Ⅱ・Ⅲ種 一般職 | 専門職・ その他 | 20代 以下    | 30代         | 40代         | 50代         | 60代 以上    |
| --- | ---- | ------------ | --------------------- | ------------- | ------------- | --------------- | ------------ | ------------ | ------------ | ------------ | ------------ |
| 正規の勤務時間外 在庁時間内訳 | 月別 | 50,682       | 約2700                | 11,467        | 25,359        | 13,856          | 8,859        | 14,588       | 16,862       | 9,384        | 989          |
| 45時間超 | 10月 | 18,680       | 1,788                 | 5,106         | 8,127         | 5,447           | 4,138        | 6,661        | 5,963        | 1,860        | 58           |
| 45時間超 | 11月 | 17,499       | 1,772                 | 5,025         | 7,567         | 4,907           | 4,096        | 6,253        | 5,474        | 1,624        | 52           |
| 80時間超 | 10月 | 6,247        | 886                   | 2,208         | 2,283         | 1,756           | 1,646        | 2,365        | 1,839        | 387          | 10           |
| 80時間超 | 11月 | 5,522        | 841                   | 2,118         | 1,980         | 1,424           | 1,533        | 2,152        | 1,513        | 320          | 4            |
| 100時間超 | 10月 | 2,940        | 472                   | 1,132         | 946           | 862             | 800          | 1,195        | 796          | 147          | 2            |
| 100時間超 | 11月 | 2,617        | 452                   | 1,117         | 843           | 657             | 761          | 1,051        | 682          | 120          | 3            |
| - 注 - 在庁時間は、職員が正規の勤務時間外に在庁した時間である。 具体的に、登庁してから正規の勤務開始時間までと勤務終業時間から退庁までの時間の合計である。 また、土日祝日の出勤やテレワークでの正規の勤務時間外も含んでいる。 - 在庁時間45時間超は、80時間超と100時間超も含まれている。80時間超も同様に100時間超も含まれている。 - 20代かつⅠ種・総合職職員の職員数（全体）は、概数である。 |      |              |                       |               |               |                 |              |              |              |              |              |

| 正規の勤務時間外 在庁時間内訳 | 月別 | 割合（%） | 割合（%）             | 割合（%）     | 割合（%）     | 割合（%）       | 割合（%） | 割合（%） | 割合（%） | 割合（%） | 割合（%） |
| 正規の勤務時間外 在庁時間内訳 | 月別 | 全体      | 20代かつ I 種・総合職 | I 種・ 総合職 | Ⅱ・Ⅲ種 一般職 | 専門職・ その他 | 20代 以下 | 30代      | 40代      | 50代      | 60代 以上 |
| --- | ---- | --------- | --------------------- | ------------- | ------------- | --------------- | --------- | --------- | --------- | --------- | --------- |
| 45時間超 | 10月 | 36.9      | 65                    | 44.5          | 32.0          | 39.3            | 46.7      | 45.7      | 35.4      | 19.8      | 5.9       |
| 45時間超 | 11月 | 34.5      | 64                    | 43.8          | 29.8          | 35.4            | 46.2      | 42.9      | 32.5      | 17.3      | 5.3       |
| 80時間超 | 10月 | 12.3      | 32                    | 19.3          | 9.0           | 12.7            | 18.6      | 16.2      | 10.9      | 4.1       | 1.0       |
| 80時間超 | 11月 | 10.9      | 31                    | 18.5          | 7.8           | 10.3            | 17.3      | 14.8      | 9.0       | 3.4       | 0.4       |
| 100時間超 | 10月 | 5.8       | 17                    | 9.9           | 3.7           | 6.2             | 9.0       | 8.2       | 4.7       | 1.6       | 0.2       |
| 100時間超 | 11月 | 5.2       | 18                    | 9.7           | 3.3           | 4.7             | 8.6       | 7.2       | 4.0       | 1.3       | 0.3       |
| - 注 - 在庁時間は、職員が正規の勤務時間外に在庁した時間である。 具体的に、登庁してから正規の勤務開始時間までと勤務終業時間から退庁までの時間の合計である。 また、土日祝日の出勤やテレワークでの正規の勤務時間外も含んでいる。 - 在庁時間45時間超は、80時間超と100時間超も含まれている。80時間超も同様に100時間超も含まれている。 - 20代かつⅠ種・総合職職員の割合は、少数1桁を四捨五入している。 |      |           |                       |               |               |                 |           |           |           |           |           |

上記の調査とは別に人事院が2025年6月6日に発表した「上限を超えて超過勤務を命ぜられた職員の割合等について（令和５年度）」によれば、2023年度内に時間外勤務の上限を超えて超過勤務を命ぜられた国家公務員一般職は全体の約10%であり、霞が関（本府省）での場合は約25%と跳ね上がる。また、2023年度内に1か月100時間以上の時間外勤務を行った他律部署で働く職員は全体で約8％であり霞が関の場合は約14%となる。なお、国会対応業務だけでなく、2024年1月1日に発生した能登半島地震への対応による業務増加により、前年比で下表のいずれかの上限を超えて超過勤務を命ぜられた職員の割合が0.4%増加している
| | 全体 | 他律部署       | 他律部署      | 他律部署             | 他律部署              | 他律部署 | 自律部署      | 自律部署      | 自律部署 |
| 全体 | 全体 | 上限基準別     | 上限基準別    | 上限基準別           | 上限基準別            | 全体     | 上限基準別    | 上限基準別    |          |
| 全体 | 全体 | 1月100時間未満 | 年720時間以下 | 2～6月平均80時間以下 | 月45時間超は年6回まで | 全体     | 1月45時間以下 | 年360時間以下 |          |
| --- | ---- | -------------- | ------------- | -------------------- | --------------------- | -------- | ------------- | ------------- | -------- |
| 全体（％） | 10.3 | 15.9           | 7.7           | 6.7                  | 10.4                  | 12.5     | 8.3           | 7.4           | 5.2      |
| 本府省（％） | 25.0 | 27.9           | 13.9          | 12.5                 | 18.7                  | 22.1     | 15.2          | 14.0          | 9.4      |
| 本府省以外（％） | 7.1  | 3.2            | 1.1           | 0.7                  | 1.5                   | 2.2      | 7.9           | 7.1           | 4.9      |
| - 年度末定員の総数を100とした場合の割合である。 - 他律部署とは、他律的業務の比重が多い部署のことである。なお、「他律的業務」とは、業務量、業務の実施時期その他の業務の遂行に関する事項を自ら決定することが困難な業務をいう。 - 自律部署とは、各省各庁の長が他律部署と指定されていない部署のことである。 - 公正取引委員会、財務省及び国税庁は、2022年7月から2023年6月までの期間である。それ以外は2022年4月から2023年3月までである。 |      |                |               |                      |                       |          |               |               |          |

中央官庁の官僚だけでなく、自衛隊等も含めた国家公務員で見た場合、2023年は約49万人（休業者を除く）の内約4万人が週60時間以上労働しており、比率にして約8.2%（週労働35時間以上の者に限れば約9.5%）である。更に49時間以上の者も含めた場合、約10万人となり約20.4%（週労働35時間以上の者に限れば約23.8%）となる。
地方公務員の場合は約119万人中約11万人が週60時間以上労働しており、比率にして約9.2%（週35時間以上雇用者に限った場合は約11.5%）であり、49時間以上の者も含めた場合、約21.8%（週労働35時間以上の者に限れば約27.1%）となり、国家公務員より高くなる傾向にあった。
公務員全体で見た場合、後表の業種別で見た週労働60時間以上の割合は、2007年以降微減しているものの、週労働40時間以上の労働者に限れば12%前後で推移しており、他の業種が減少している中で、時間外労働の縮減が進んでいない現状がある。また、労働者全体では2007年は9業種が公務員より長時間労働の割合が多かったが、2023年は2業種と減少しており、河野太郎の言葉を借りれば、「公務員が相対的にブラック化している」現状がある。
学生からも「激務薄給」の官僚が敬遠されるようになり、総合職試験の受験者数が減少している。また東大生の官僚離れも指摘されている。

## アメリカ合衆国
高級官僚は、基本的に大統領が、職業公務員以外から指名する猟官制度で、大統領の交代と共に入れ替わる。職業公務員は課長クラスまでしか昇進しない。

## フランス
フランスの官僚制は、メリット・システムとスポイルズ・システムの折衷型である。日本以上にキャリア選抜が険しく、また日本以上に激しい官僚政治の国家としても知られる。高級官僚は、政治家の意向によって、キャリアの中から選抜される。官僚の社会的地位は日本より高い。
事務官キャリアは国立行政学院（ENA）、技官キャリアはエコール・ポリテクニーク卒業生で占められる。ENA卒業生の人数は極めて少なく、毎年わずか数十名程度である。エコール・ポリテクニークも定員は百名程である。

## ドイツ
元々日本のキャリア制度は、ドイツの公務員システムを参考にして作られた。しかしその後の歴史的経緯から、ドイツはフランスと同様にメリット・システムと、スポイルズ・システムの折衷型に落ち着いた。
公務員は「官吏」（いわゆる官僚）と「職員・労働者」で構成される。官吏の中で政治的官吏（高級官僚）は、キャリアの中から政治任用される。キャリアになるためには、大卒後2年の準備勤務を経て高級職ラウフバーン試験に合格する必要がある。高級職ラウフバーン（Laufbahn）試験は司法試験も兼ねており、合格すると弁護士になることもできる。

## イギリス
日本と類似したメリット・システムによるキャリア制度となっている。試験名の日本語訳によっては、高等文官試験と表記されることがある。1855年に開始。インドの高等文官試験に影響を与えた。

## インド
イギリスとほぼ同様のシステムとなっている。試験名の日本語訳によっては高等文官試験と表記される。東インド会社がインド省になった際に、現地のインド人にも高級官僚の登用のチャンスが与えられるようになった。インド独立後には名称が若干変更された (Indian Administrative Service)。

## 中華人民共和国
古代中国では郷挙里選・科挙・九品官人法による試験で官僚を登用していた。この制度はアジアの周辺国にも取り入れられた。

## 朝鮮民主主義人民共和国
- 科挙

## 大韓民国
- 科挙
- 朝鮮の科挙
- 李氏朝鮮の科挙制度
- 両班

## ベトナム
- 科挙